# Arméni (Chania)
Arméni ou Arménoi (em grego: Αρμένοι) é uma vila e antigo município do noroeste da ilha de Creta, Grécia, pertencente à unidade regional de Chania. Após a reforma administrativa de 2011, passou a ser uma unidade municipal do município de Apocórona. Tem 55,3 km² de área e em 2001 tinha 3 250 habitantes. Oficialmente a capital da unidade municipal é Kalives, embora o posto de polícia se situe em Armeni.
Situa-se 3 km a sul da costa da baía de Suda (Kalives), 7 km a noroeste de Vamos e 23 km a sudeste do centro de Chania (distâncias por estrada). É uma aldeia relativamente grande, à beira do rio Kiliaris, que vive sobretudo da agricultura que beneficia da fertilidade da região, entre os produtos agrícolas locais destacam-se o abacate, laranja e azeitona. Como é típico de muitas localidades de Creta, nomeadamente na região de Apocórona, no centro da aldeia há grandes plátanos (Platanus orientalis). A imponente igreja de Agios Nikolaos (São Nicolau) domina o centro da povoação.